# Терно-граф
«Терно-граф» — видавництво у Тернополі.

## Історія
Видавництво засноване 1 жовтня 1997. Випускає книжково-журнальну і рекламну продукцію, художню, духовну, методичну наукову та освітню літературу.
Підприємство відзначене в числі найкращих на Тернопільському книжковому форумі (2005); взірці книг експонувалися на міжнародній виставці «Українська книга з Тернополя» в галереї EL м. Ельблонг (Польща, 2005) під час проведення року України в Польщі.
Щорічний загальний наклад видань складає понад мільйон примірників.

### Скандали
У 2013 році видавництво потрапило в скандал з виданням збірки поетеси Олени Герасим'юк, яка виграла президентський грант на видання даної збірки.
У 2015 році видавництво потрапило в скандал з необлікованими бюлетенями і кліше під час місцевих виборів.

## Колектив
Директор — Іван Максимів.
Роботу видавництва забезпечують 10 друкарів, 5 працівників цеху комп'ютерного набору та верстки, 12 палітурників.

## Видання
Видавництво випустило понад 1000 книг, збірників, монографій, журналів, альманахів авторів з України, США, Польщі, Росії, Італії та інших країн. Започаткувало серії книг:
- «Світова духівниця українства»
- «Еліта української нації»
- «Джерела духовного життя»
- «Коріння української нації» та інші.

Окремі видання
- літературно-мистецькі збірники «Освітянська скриня», «Економічна ліра» (2006), що репрезентує твори педагогів та економістів Тернопільщини,
- антологія «Літературне Тернопілля. 1984—2007» (2007),
- збірник «Поетична Шевченкіана Тернопілля» (2007),
- «Журавлина» книга (2012),
- Енциклопедичний словник Теребовлянщини (2014) та інші.